# Deuteronômio
Deuteronômio (português brasileiro) ou Deuteronómio (português europeu) (do grego Δευτερονόμιον, "Deuteronómion", "Segunda lei""; em hebraico:  דְּבָרִים, Devārīm, "palavras [ditas]") é o quinto livro da Torá, a primeira seção da Bíblia hebraica e parte do Antigo Testamento da Bíblia cristã. O título em hebraico é derivado do primeiro versículo, "Eleh ha-devarim", «Estas são as palavras que Moisés falou...» (Deuteronômio 1:1). O título em português deriva do grego, que significa "segunda lei", uma referência à frase da Septuaginta "to duteronomion touto", "uma segunda lei", em Deuteronômio 17:18. Esta frase é, por sua vez, uma tradução incorreta do hebraico "mishneh haTorah hazoth", "uma cópia desta lei".

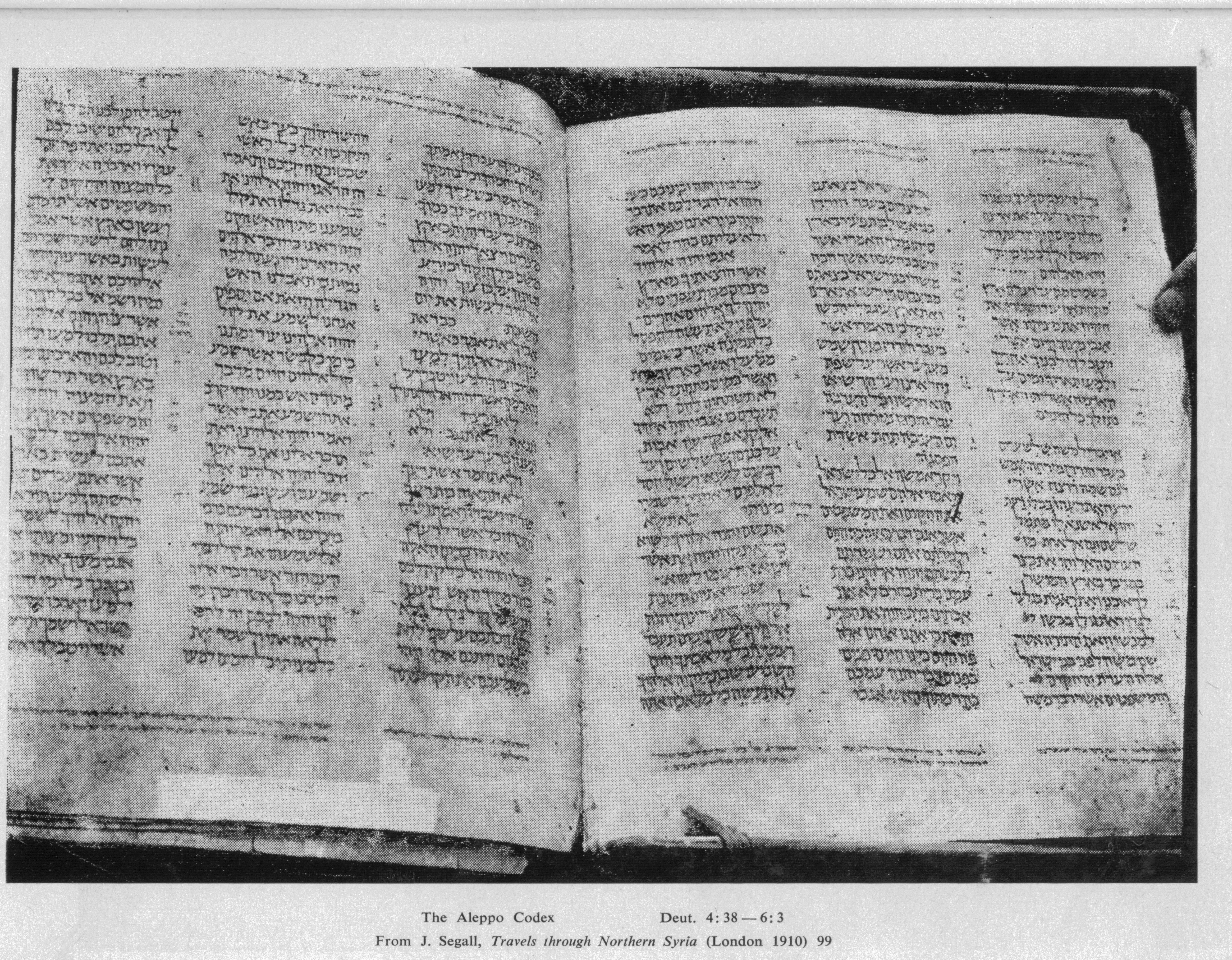
Deuteronômio no Codex Aleppo.

O livro está dividido em três sermões ou homilias proferidas aos israelitas por Moisés na planície de Moabe pouco antes da entrada na Terra Prometida. O primeiro recapitula os quarenta anos vagando pelo deserto que culminaram naquele momento e termina com uma exortação para que se observe a lei, mais tarde conhecida como Lei Mosaica. O segundo relembra os israelitas da necessidade do monoteísmo e da observância das leis que Deus lhes entregou no monte Sinai, da qual depende a posse da terra que irão conquistar. O terceiro oferece o consolo de que, mesmo que Israel se mostre infiel – e, por isso, perca a terra –, com o arrependimento, tudo poderá ser restaurado.
Tradicionalmente visto como sendo uma transcrição das palavras de Moisés proferidas antes da conquista de Canaã, um amplo consenso entre os estudiosos modernos defende que o texto se originou no Reino de Israel (o reino do norte) e foi levado para o sul, para o Reino de Judá, na iminência da conquista assíria de Aram (século VIII a.C.) e depois adaptado para se conformar à reforma nacionalista na época de Josias (final do século VII). A forma final do texto como conhecemos hoje emergiu no contexto do retorno do cativeiro da Babilônia no final do século VI a.C. Muitos estudiosos entendem que este livro é um reflexo das necessidades econômicas e do status social dos levitas, grupo a que o autor provavelmente pertencia.
Um dos mais importantes versículos da Bíblia, conhecido como "Shemá Israel", está no Deuteronômio e se tornou com o tempo a afirmação definitiva da identidade judaica: «Ouve, ó Israel; Javé nosso Deus é o único Deus» (Deuteronômio 6:4). Este versículo e o seguinte ("Amarás, pois, a Javé teu Deus de todo o teu coração, e de toda a tua alma, e de todas as tuas forças.") foram citados por Jesus em Marcos 12:28–34 como parte do Grande Mandamento.

## Conteúdo

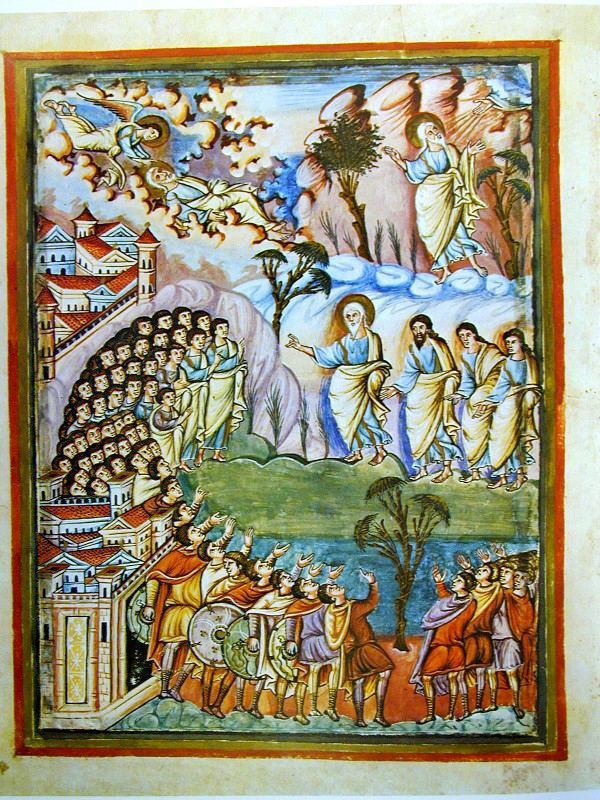
Primeira página do Deuteronômio na Biblia de San Paulo, da Basílica de São Paulo Extramuros.

### Estrutura
Patrick D. Miller sugere que diferentes pontos de vista sobre a estrutura do Deuteronômio levarão a diferentes conclusões sobre o que ele trata. A estrutura é geralmente descrita como uma sequência de três discursos ou sermões (capítulos 1:1 a 4:43; 4:44 a 29:1 e 29:2 a 30:20) seguidos por vários apêndices curtos — Miller chama isto de estrutura literária. Alternativamente, o livro é por vezes entendido como tendo uma estrutura circular, com um miolo central (capítulos 12-26, o chamado Código Deuteronômico) e duas molduras, uma interna (capítulos 4 a 11 e 27 a 30) e outra externa (capítulos 1 a 3 e 31 a 34) — Miller chama isto de "estrutura da aliança". Finalmente, há os que percebem uma estrutura teológica revelada no tema da adoração exclusiva de Javé estabelecida no primeiro dos Dez Mandamentos — «Eu sou Javé teu Deus, que te tirei da terra do Egito, da casa de servidão. Não terás outros deuses diante de mim» (Êxodo 20:2–3) — e na Shemá Israel.

### Sumário

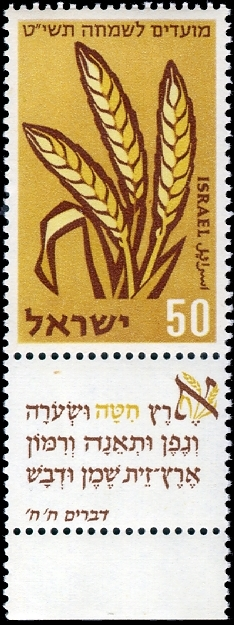
Selo israelense de 1958 com a inscrição em hebraico do versículo 8 do capítulo 8; "numa terra de trigo, de cevada, de vides, de figueiras e de romeiras; numa terra de azeite de oliveiras e de mel"

A estrutura literária seguinte é baseada na obra de John Van Seters e pode ser comparada com a visão circular de Alexander Rofé:
- Capítulos 1–4: a jornada pelo deserto, do monte Sinai (Horeb) até Cades e depois até Moabe.
- Capítulos 4–11: depois de uma segunda introdução em Êxodo 4:44–49, os eventos no Sinai são relembrados, incluindo o recebimento dos Dez Mandamentos. Os líderes de cada família são instruídos a educarem os seus nos ditames da lei, alertas são feitos em relação a outros deuses que não Javé, a terra prometida a Israel é louvada e reforça-se ao povo a necessidade da obediência;
- Capítulos 12–26, o Código Deuteronômico: leis governando a religião dos israelitas (capítulos 12-16a), nomeação e regulamentação de líderes comunitários e religiosos (16b-18), regulamentos sociais (19-25) e confissão de identidade e lealdade (26).
- Capítulos 27–28: bênçãos e maldições aos que obedecem e desobedecem a lei.
- Capítulos 29–30: discurso final sobre a aliança na terra de Moabe, incluindo todas as leis do Código Deuteronômico posteriores às recebidas no Sinai (Horeb); novamente a importância da obediência é reforçada;
- Capítulos 31–34: Josué é definido como sucessor de Moisés, Moisés entrega a lei aos levitas (a casta sacerdotal) e escala o monte Nebo (Pisgah), onde morre e é sepultado por Deus. A narrativa destes eventos é interrompida por dois poemas, a "Canção de Moisés" e a "Benção de Moisés";

Nos versículos finais (Deuteronômio 34:10–12), a frase "não se levantou mais em Israel profeta algum como Moisés" é uma reivindicação da autoridade da visão teológica deuteronomística e revela sua insistência que a adoração de Javé, o Deus único de Israel, é a única religião permitida por ter recebido a aprovação do maior dos profetas.

### Código Deuteronômico
Deuteronômio 12-16, o chamado "Código Deuteronômico", é a parte mais antiga do livro e o miolo à volta do qual o restante se desenvolveu. Ele consiste de uma série de mandamentos ("mitzvot") aos israelitas sobre como eles deveriam se portar em Canaã, a terra prometida por Javé, o Deus de Israel. A lista seguinte organiza a maior parte destas leis grupos temáticos:
| A. Observância religiosa - A adoração dos deuses cananeus é proibida e seus ídolos e locais de adoração devem ser destruídos (12:29-31); - Práticas de luto nativas, como a desfiguração proposital, são proibidas (14:1–2); - A adoração nos bosques de Aserá e o erguimento de pilares rituais são proibidos (16:21–22); - Todos os sacrifícios e todos os juramentos deverão ser feitos no santuário central (12:1–28); - Animais sacrificados devem ser imaculados (15:21, 17:1); - A primeira cria do sexo masculino do gado deve ser sacrificada (15:19–23); - Regras para o pagamento do dízimo ou a doação do valor equivalente (14:22–29); - Instituição dos festivais da Páscoa, das Semanas (Shavuot) e dos Tabernáculos (Sukkot) (16:1–17); - Lista de animais cujo consumo da carne é permitido ou proibido (14:3–20); - O consumo de animais encontrados mortos (não abatidos) é proibido (14:21). | B. Leis sobre os oficiais do governo - Juízes serão nomeados em todas as cidades (16:18); - Juízes devem ser imparcial e o suborno é proibido (16:19–20); - Instituição de um tribunal central (17:8–13); - Regras para o caso de os israelitas decidirem ser governados por um rei (17:14–20); - Regras sobre os direitos dos levitas, incluindo as receitas que lhe são devidas (18:1–8); - Versículos sobre um futuro profeta (18:9–22); - Regras para o sacerdócio (23:1–8). | C. Direito civil - Débitos devem ser perdoados no sétimo ano (15:1–11); - Regras sobre a escravidão e o procedimento para a libertação dos escravos (15:12–18); - Regras para captura de escravos e de espólios durante a guerra (20:14); - Regras sobre o tratamento de escravos sexuais durante a guerra (21:10-14); - Posses perdidas, uma vez encontradas, devem ser devolvidas ao proprietário (22:1–4); - Proibição da mistura de povos (22:9-11) - "Tzitzit" (uma espécie de franja usada nas vestes) são obrigatórias (22:12); - Casamentos entre mulheres e seus enteados são proibidos (22:30); - O acampamento deve ser mantido limpo (23:9–14); - A cobrança de juros (usura) é proibida, exceto para estrangeiros (23:19–20); - Regras para a lida das diversas "tzaraat" (doenças desfigurativas) (24:8–9); - Empregados devem receber um pagamento justo (24:14–15); - Justiça deve ser aplicada aos estrangeiros, viúvas e órfãos (24:17–18); - Parte da colheita deve ser dada aos pobres (24:19–22). | D. Direito penal - Regras para testemunhas (19:15–21); - Procedimento em relação à noiva que foi difamada (22:13–21); - Leis sobre o adultério e o estupro (22:22–29); - Rapto e sequestro são proibidos (24:7); - Pesos e medidas justos são obrigatórios (25:13–16). |

### Seções segundo as porções semanais da Torá no judaísmo
As subdivisões são as seguintes:
- Devarim, sobre Deuteronômio 1–3: líderes, batedores, Edom, amonitas, Siom, Ogue e as terras para duas tribos e meia;
- Va'etchanan, sobre Deuteronômio 3–7: cidades-santuário, Dez Mandamentos, exortação, instruções para conquista;
- Eikev, sobre Deuteronômio 7–11: obediência, conquista da terra, bezerro de ouro, morte de Aarão, deveres dos levitas;
- Re'eh, sobre Deuteronômio 11–16: adoração centralizada, alimentação, dízimos, ano sabático, festivais peregrinos;
- Shofetim, sobre Deuteronômio 16–21: estrutura social básica para os israelitas;
- Ki Teitzei, sobre Deuteronômio 21–25: leis variadas sobre a vida civil e doméstica;
- Ki Tavo, sobre Deuteronômio 26–29: primeiros frutos, dízimos, bênçãos e maldições, exortação;
- Nitzavim, sobre Deuteronômio 29–30: aliança, violação, escolha entre a benção e a maldição;
- Vayelech, sobre Deuteronômio 31: encorajamento, leitura e escrita da lei;
- Haazinu, sobre Deuteronômio 32: punição, punição contida, despedidas;
- V'Zot HaBerachah, sobre Deuteronômio 33–34: benção final e morte de Moisés.

## Composição

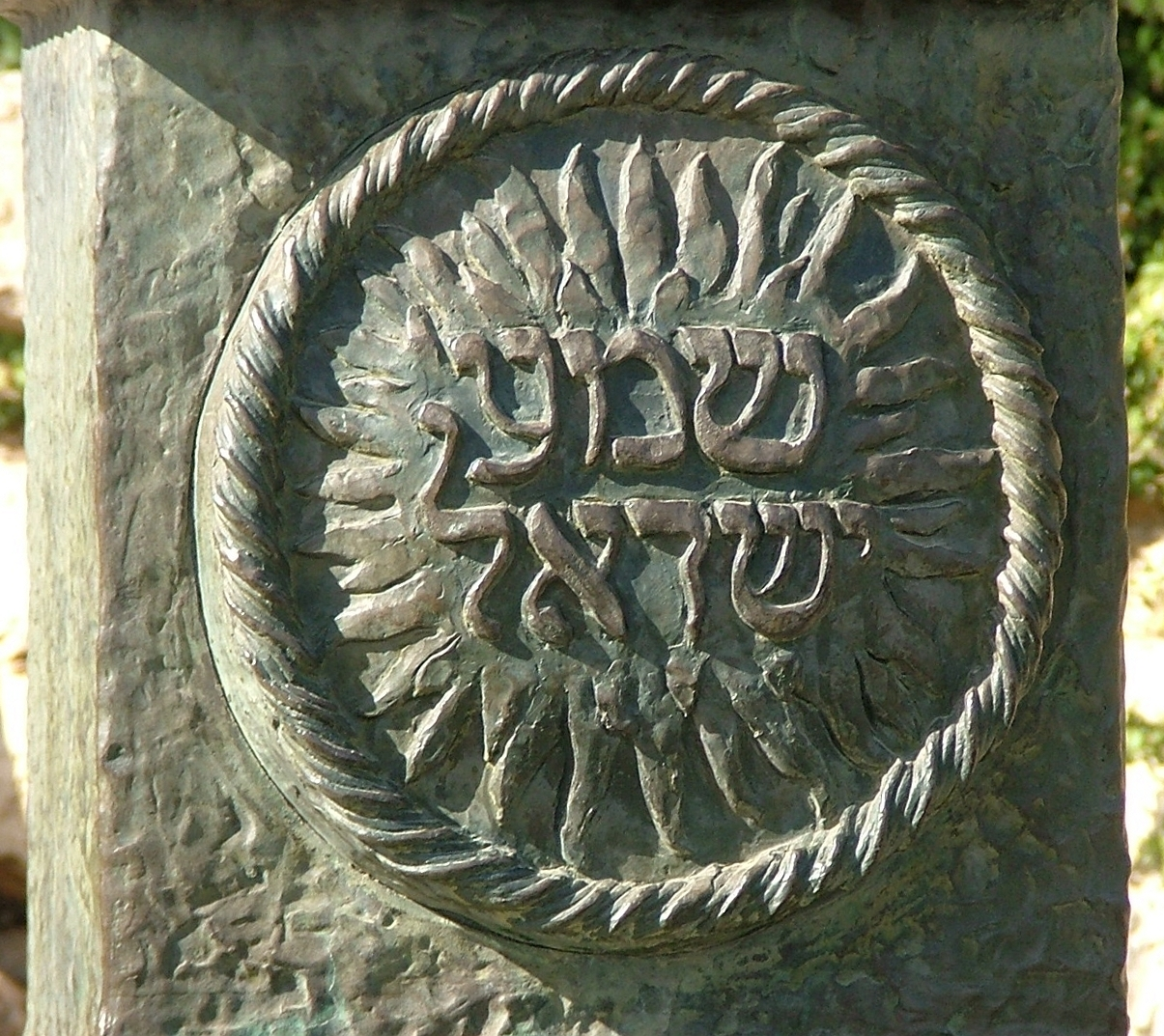
Shemá Israel ("Ouve, ó Israel; Javé nosso Deus é o único Deus"), o credo fundacional do judaísmo, presente em.

### História
Desde que as evidências foram apresentadas pela primeira vez por W.M.L de Wette em 1805, os estudiosos aceitam que a porção central do Deuteronômio foi composta em Jerusalém no século VII a.C., no contexto das reformas religiosas propostas pelo rei Josias (r. 641-609 a.C.). Um amplo consenso existe para a seguinte estrutura cronológica geral:
- No final do século VIII a.C., tanto o Reino de Judá quanto Reino de Israel eram vassalos da Assíria. Israel se revoltou e foi destruído por volta de Predefinição:722 Refugiados fugiram para Judá levando consigo diversas novas tradições. Uma delas era que o deus Javé, já conhecido e adorado em Judá, não era apenas o mais importante dos deuses, mas o único deus a ser adorado. Este contexto influenciou fortemente a elite proprietária de terras de Judá, que se tornou extremamente poderosa na corte real depois de terem apoiado a elevação do jovem Josias, de apenas oito anos, ao trono depois do assassinato de seu pai, Amom;
- Pelo décimo-oitavo ano do reinado de Josias, o poderio assírio estava em franco declínio e um movimento pró-independência ganhou força na corte. Este movimento se expressou através teologia de lealdade a Javé como o único deus de Israel. Com o apoio de Josias, estes rebeldes deram início a uma ampla reforma da religião no reino com base numa versão primitiva do Código Deuteronômico (caps. 5-26), o que se materializou na forma de uma aliança (um "tratado") entre Javé e Judá para substituir o tratado existente entre Judá e a Assíria. Esta aliança foi formulada como sendo um discurso de Moisés aos israelitas (iniciando Deuteronômio 5:1);
- O próximo estágio da evolução do texto ocorreu durante o cativeiro na Babilônia. A destruição do Reino de Judá pelo Império Neobabilônico em 586 a.C. e o fim da monarquia provocou muitas reflexões e especulações teológicas entre a elite deuteronomística, exilada na Babilônia. A explicação encontrada para o desastre foi uma punição de Javé pelo fracasso dos israelitas em seguir a lei; a partir esta elite criou uma história de Israel (os livros de Josué e Reis) para ilustrar esse fracasso;
- No final do exílio, quando os persas concordaram que os judeus poderiam retornar e reconstruir o Templo de Jerusalém, os capítulos 1 a 4 e 29 a 30 foram acrescentados e o Deuteronômio foi transformado no livro introdutório desta história: a história de um povo prestes a entrar na Terra Prometida se tornou a história de um povo prestes a retornar para ela. Os capítulos legislativos (19-25) foram ampliados para abranger novas situações e os capítulos 31 a 34 foram acrescentados para prover uma nova conclusão.

### Lugar na Bíblia hebraica
O Deuteronômio ocupa um local estranho na Bíblia, a ligação entre a história das andanças dos israelitas no deserto e a história da conquista de Canaã, sem pertencer totalmente a nenhuma delas. A história do deserto poderia facilmente ter se encerrado em Números e a história das conquistas de Josué poderia existir sem o Deuteronômio se fosse apenas pela narrativa. Porém, em ambos os casos ficaria faltando um elemento temático (teológico) faltando. Os estudiosos já deram várias respostas a este problema. A teoria da história deuteronômica é atualmente a mais popular, mas há uma teoria mais antiga que defende que o Deuteronômio era parte de Números e Josias era uma espécie de suplemento dele. Esta tese ainda recebe apoio, mas o consenso majoritário é que o Deuteronômio, depois de se tornar a introdução da história, foi, mais tarde, destacado dela e incluído no conjunto dos quatro primeiros livros (Gênesis-Êxodo-Levítico-Números) por que neles Moisés já era o personagem central. Segundo esta hipótese, a morte dele seria originalmente o final de Números e, depois desta redação, foi simplesmente movimentada para o final do Deuteronômio.

## Temas
O Deuteronômio sublinha a singularidade de Deus, a necessidade de uma drástica centralização de sua adoração e a preocupação com a posição dos pobres. Seus muitos temas podem ser organizados à volta de três pilares principais: Israel, o Deus de Israel e a aliança que os une.

### Israel
Os temas em relação a Israel são a sua escolha (como povo de Deus), a fidelidade, a obediência e a promessa de Deus de benesses futuras, todos expressados através da aliança: "a obediência não é primordialmente um dever imposto por uma parte à outra, mas a expressão de relação de aliança". Javé escolheu ("elegeu") Israel como sua propriedade especial (Deuteronômio 7:6–7, por exemplo) e Moisés reforça aos israelitas a necessidade de obediência à Deus e à aliança, realçando as consequências da falta de fé e da desobediência. Apesar disto, os primeiros capítulos são uma longa rememoração da desobediência passada de Israel. Mas é também a história do cuidado da graça de Deus que leva ao pedido para que Israel escolha a vida sobre a morte e a benção sobre a maldição (caps. 7-11).

### Deus
O conceito de Deus no Deuteronômio se alterou ao longo do tempo. A camada mais antiga, do século VII a.C. ou antes, é monólatra, ou seja, não nega a realidade de outros deuses, mas obriga a adoração de apenas Javé em Jerusalém. Nas camadas posteriores, do período do exílio (meados do século VI a.C.), especialmente o capítulo 4, o conceito se tornou monoteísta, negando a existência de qualquer outro deus. Deus está simultaneamente presente no Templo e no céu, um conceito importante e inovador conhecido como "teologia do nome".
Depois da revisão da história de Israel nos primeiros quatro capítulos, o capítulo cinco reafirma os Dez Mandamentos. Este arranjo sublinha a relação soberana de Deus com Israel antes do estabelecimento da lei. Os Dez Mandamentos, por sua vez, propiciam os princípios fundacionais para as leis seguintes, mais detalhadas. Alguns estudiosos chegam ao ponto de propor uma correlação entre cada um dos mandamentos e cada uma das leis mais detalhadas mais adiante. Este aspecto fundacional dos Dez Mandamentos está demonstrado pela ênfase na lembrança perene da lei de Deus (Deuteronômio 6:4–9) imediatamente depois. A lei, como amplamente apresentada por todo o Deuteronômio, define Israel como uma comunidade e define sua relação com Javé. Há por toda a lei um senso de justiça, por exemplo, a necessidade de múltiplas testemunhas (Deuteronômio 17:6–7), cidades-santuário (Deuteronômio 19:1–10) ou a provisão de juízes (Deuteronômio 17:8–13).

### Aliança
O coração do Deuteronômio é a aliança que une Javé e Israel através de juramentos de fidelidade mútua e obediência de Israel a Javé. Deus irá entregar a Israel as bênçãos de terra, fertilidade e prosperidade enquanto Israel permanecer fiel aos ensinamentos de Deus; a desobediência irá levar a maldições e castigos. Mas, segundo os deuteronomistas, o principal pecado de Israel é a falta de fé (apostasia). Desobedecendo o primeiro e mais fundamental mandamento ("Não terás outros deuses diante de mim"), os israelitas passaram a adorar outros deuses.
A aliança é baseada nos tratados entre suseranos e vassalos assírios do século VII a.C., através dos quais o "grande rei" (o suserano assírio) regulava sua relação com monarcas vassalos. O Deuteronômio está, desta forma, reivindicando Javé no papel do grande rei a quem Israel deve sua lealdade. Os termos do tratado são que Israel ocupará uma terra de Javé, mas esta posse é condicional à manutenção da aliança, que, por sua vez, requer um governo justo pelo estado e pelos líderes locais responsáveis pela aliança: "Estas crenças", afirma Norman Gottwald, "conhecidas como Javismo bíblico, são amplamente reconhecidas pelos estudiosos bíblicos como consagradas no Deuteronômio e na história deuteronômica (de Josué a Reis)".
Dillard & Longman reforçam a natureza viva da aliança entre Javé e Israel como nação: Moisés endereça o povo de Israel como um corpo único e sua lealdade à aliança não é de reverência, mas nascida de uma relação preexistente entre Deus e Israel estabelecida por Abraão e atestada pelo evento do Êxodo, de forma que as leis do Deuteronômio singularizam Israel assinalando o status único da nação judaica. A terra é o presente de Deus a Israel e muitas das leis, festivais e mandamentos no Deuteronômio são apresentados sob a luz da ocupação desta terra pelos israelitas. Eles notam ainda que "em 131 das 167 vezes que o verbo 'dar' ocorre no livro, o sujeito da ação é Javé". Finalmente, o Deuteronômio torna a Torá a autoridade máxima para Israel, à qual até o mesmo os reis estão sujeitos.

## Influência no judaísmo e no cristianismo

### Judaísmo
Deuteronômio 6:4–5 ("Ouve, ó Israel; Javé nosso Deus é o único Deus") se tornou o credo básico do judaísmo, conhecido como Shemá Israel, e sua recitação duas vezes por dia é um mitzvá (mandamento religioso). Ele continua ("Amarás, pois, a Javé teu Deus de todo o teu coração, e de toda a tua alma, e de todas as tuas forças"), que reforça o conceito judaico central de amor a Deus.

### Cristianismo
No Evangelho de Mateus, Jesus cita a Shemá Israel no contexto do Grande Mandamento. Os primeiros autores cristãos interpretaram a profecia deuteronômica de restauração de Israel como tendo sido cumprida (ou substituída) na pessoa de Jesus Cristo e na fundação da Igreja cristã (Lucas 1-2, Atos 2-5); e Jesus foi interpretado como sendo o "profeta semelhante a mim" (Atos 3:22–23), uma referência a Deuteronômio 18:15 ("Javé teu Deus te suscitará um profeta do meio de ti, dentre os teus irmãos, semelhante a mim; a este ouvirás"). Apesar de o significado das palavras de Paulo ainda ser tema de debates, uma visão comum é que, no lugar de um elaborado código de leis (mitzvá) explicitado no Deuteronômio, Paulo, com base em Deuteronômio 30:11–14, alegou que a manutenção da aliança de Moisés foi substituída pela fé em Jesus e no evangelho (a nova aliança).